# Rodrigão
Rodrigo Fernandes Alflen, plus communément appelé Rodrigão, est un footballeur brésilien évoluant au poste d'attaquant. Il est né le 14 juin 1978 à Santos. Il mesure 1,83 m.

## Biographie
Ce joueur compte 1 sélection et 1 but en équipe du Brésil avec les moins de 23 ans. Il a évolué une saison à l'AS Saint-Étienne sans avoir vraiment eu sa chance. Après avoir joué blessé (pubalgie) et quand même marqué deux buts, il fut mis sur le banc et remplacé par des attaquants encore moins efficaces que lui. Saint-Étienne le prêta à divers club jusqu'en 2004 avant que le club de Saint-André ne s'en porte acquéreur.

## Palmarès
- 5 buts lors de la Copa Libertadores 2005